# Hypercompe ochreator
Hypercompe ochreator là một loài bướm đêm thuộc phân họ Arctiinae, họ Erebidae.